# بيل بلاكي
بيل بلاكي (بالإنجليزية: Bill Blaikie)‏ (و. 1951 – 2022 م) هو سياسي كندي، ولد في وينيبيغ، كان عضوًا في الحزب الديمقراطي الجديد، توفي في وينيبيغ، عن عمر يناهز 71 عاماً.

## مناصب
تولى منصب
- member of the Legislative Assembly of Manitoba ‏ 24 مارس 2009–4 أكتوبر 2011
- Deputy Speaker of the House of Commons ‏ أبريل 2006–أكتوبر 2008
- عضو مجلس العموم الكندي 28 يونيو 2004–14 أكتوبر 2008
- عضو مجلس العموم الكندي
- عضو المجلس التنفيذي لمانيتوبا ‏
- عضو مجلس العموم الكندي
- عضو مجلس العموم الكندي

.

## التعليم
تعلم في جامعة تورنتو، وتعلم في جامعة وينيبيغ
.

## جوائز
حصل على جوائز منها:
نيشان كندا من رتبة ضابط